# ホウルトラック

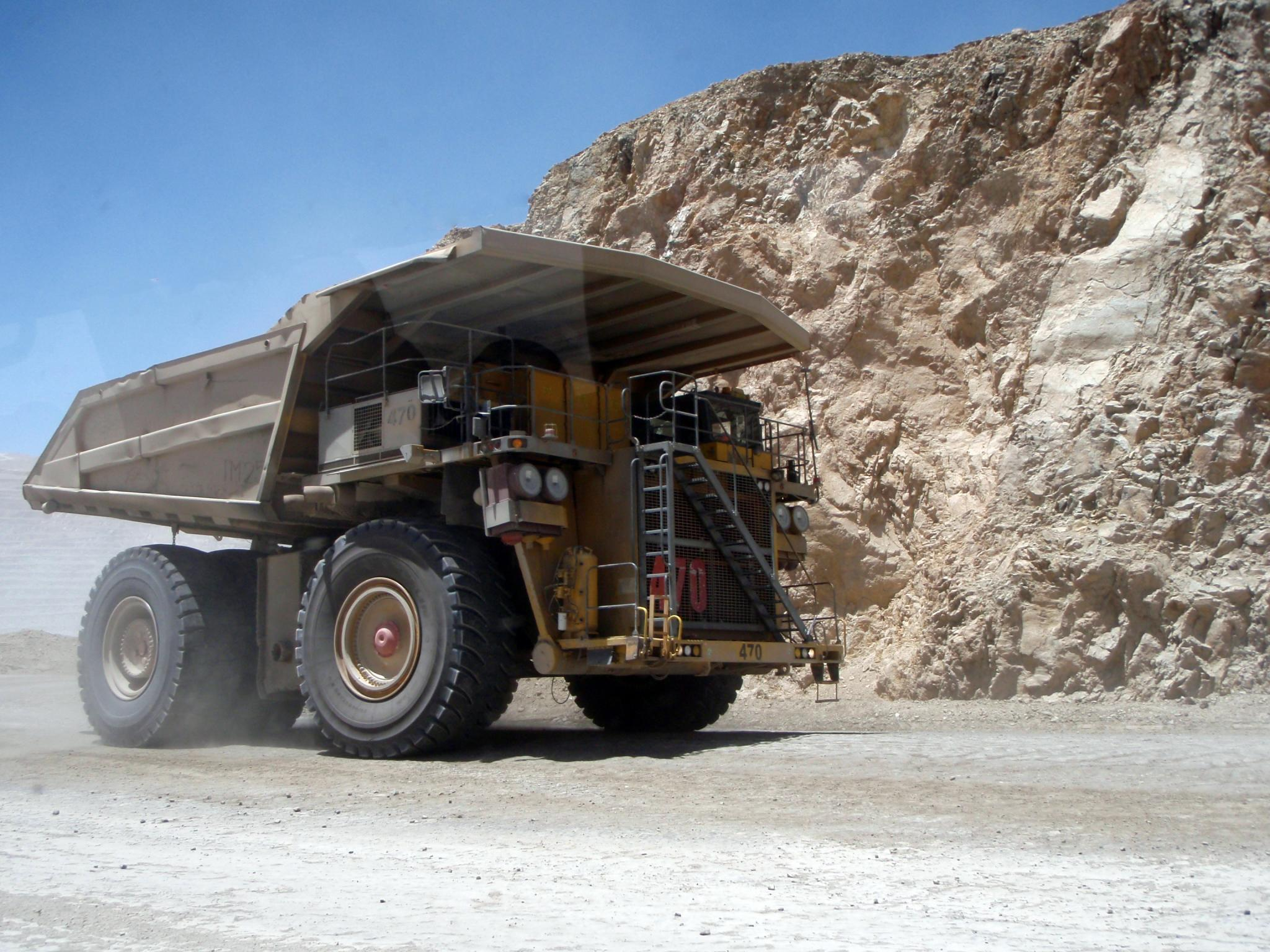
南米チリの採掘場で稼働するコマツ製ホウルトラック（重ダンプ）

ホウルトラック（英語: Haul truck）は、露天掘り、採石場、鉱山、ダム建設などで用いられる特殊自動車（ダンプカー）。日本国内に於いてはその大きさと車両総重量（GVW）から道路法の車両制限令に準拠しないため、基本的に公道での走行は不可能であり、完成車の状態では公道が走行可能な積載車両にも積載することができないため、納入は部品単位で運ばれ現地で組み立てられ、撤収の際には同様に部品単位に分解して引き揚げる工法が用いられており、建設現場など私有地（民有地）のみで一般的に使用されている。
日本では公道を走行できる11トン積み（GVW25トン以下）車両を普通ダンプトラックと呼び、それ以上の積載能力を持つ車両は重ダンプトラック（最大積載量20トン以上）と呼び区別している。また、海外でも一般道や幹線道路外のオフ=ハイウェイ（off-highway）車両、マイニング・ダンプトラック（採石場ダンプトラック）、欧州ではダンパー(dumper）と呼ばれ同様に扱われている。
その積載量を生かし、建設現場から建設現場への建設機械運搬にも使用される。ホウルトラックは全輪駆動方式が一般的に採用されており、殆どの車両は2軸設計であるが、1970年代に製造された2つのモデル「350T Terex Titan」「235T Wabco 3200 / B」では3軸が採用されている。駆動方式はディーゼルエンジンで発電機を稼働させるディーゼル・エレクトリック方式であり、発電機によって供給された電力により、ホイールに取り付けられたインホイールモーターを回転させる方式が採られている。なお故障時は修理車両が出向くか、ホウルトラック牽引専用車両を使用するか、他のホウルトラックによって牽引されるかである。

## ウルトラクラス
積載量が巨大な車両はウルトラクラス・トラックと呼称され、米トンで300トン以上の積載能力を持つ車両を指す。2020年時点で世界最大の積載量を持つ車両はベラルーシの建機メーカーであるベラーズが開発した「BelAZ 75710」であり、450トンの積載能力を持っており、世界一重いダンプカーとして世界的に有名である。
| 画像 | モデル名              | 製造業者                     | 販売年 | 販売台数 | 積載重量（SI） | 駆動方式                            | 注記                                                              |
| ---- | --------------------- | ---------------------------- | ------ | -------- | -------------- | ----------------------------------- | ----------------------------------------------------------------- |
|      | BelAZ 75710           | ベラーズ（BelAZ）            | 2013   |          | 425トン        | ディーゼル・エレクトリック          | 2軸インホイールモーター4輪式、8輪タイヤ、全輪駆動、四輪操舵方式。 |
|      | リープヘル T 282B     | リープヘル                   | 2004   |          | 362トン        | ディーゼル・エレクトリック          |                                                                   |
|      | ビュサイラス MT6300AC | ビュサイラス-エリー          | 2008   |          | 362トン        | ディーゼル・エレクトリック          | 2010年ビュサイラスはキャタピラーに買収されている。                |
|      | コマツ 980E-4         | 小松製作所（コマツアメリカ） | 2016   |          | 369トン        | ディーゼル・エレクトリック          |                                                                   |
|      | キャタピラー 797      | キャタピラー                 | 1997   |          | 362トン        | ディーゼル / トランスミッション方式 |                                                                   |
|      | コマツ 960E-1         | コマツアメリカ               | 2008   |          | 362トン        | ディーゼル・エレクトリック          |                                                                   |
|      | BelAZ 75600           | BelAZ                        | 2005   |          | 317トン        | ディーゼル・エレクトリック          |                                                                   |
|      | キャタピラー 785D     | キャタピラー                 | 1984   |          | 141トン        | ディーゼル / トランスミッション方式 |                                                                   |
|      | コマツ 930E           | コマツアメリカ               | 1995   | 2,100    | 326トン        | ディーゼル・エレクトリック          | 2018年時点での販売台数。                                          |
|      | コマツ 830E           | コマツアメリカ               | 2010   |          | 231トン        | ディーゼル・エレクトリック          | コマツに買収される以前のドレッサー・インダストリーズとして製造。  |
|      | DAC 120 DE            | DAC                          | 1988   | 15       | 108トン        | ディーゼル・エレクトリック          |                                                                   |
|      | Terex 33-19 タイタン  | ゼネラルモーターズ           | 1973   | 1        | 317トン        | ディーゼル / トランスミッション方式 | 試作車1台のみ。                                                   |
|      | XCMG XDE400           | XCMG                         | 2016   |          | 362トン        | ディーゼル・エレクトリック          |                                                                   |